# جيفرسون فيانا كوريا
جيفرسون فيانا كوريا (10 يونيو 1989 بساو لويز في البرازيل - ) هو لاعب كرة قدم برازيلي في مركز الوسط. لعب مع نادي مادوريرا.

## وصلات خارجية
- جيفرسون فيانا كوريا على موقع قاعدة بيانات كرة القدم.إي يو (الإنجليزية)
- جيفرسون فيانا كوريا على موقع Soccerway.com (الإنجليزية)